# Georgios Koutroubis
Georgios Koutroubis (griechisch Γεώργιος Κουτρουμπής, * 2. Oktober 1991 in Athen, Griechenland)  ist ein griechischer Fußballspieler.

## Karriere

### Verein
Seine Profilaufbahn begann Georgios Koutroubis 2009 bei Kallithea FC einem Verein aus dem gleichnamigen Vorort im Süden Athens in der dritten Liga. Bei Kallithea war Koutroubis bis 2012 aktiv und kam in diesem Zeitraum auf insgesamt 50 Einsätze. Nach dem Aufstieg 2010 in die zweite Liga, scheiterte er in der Saison 2011/12 mit seinem Verein nur knapp am Aufstieg in  die erste Liga. Nach Platz drei in der regulären Saison belegte der Verein in den anschließenden Play-offs mit einem Punkt Rückstand lediglich den zweiten Platz. Im Sommer 2012 wechselte Koutroubis in die Super League zum Traditionsverein AEK Athen der zu diesem Zeitpunkt jedoch in großen finanziellen Schwierigkeiten steckte und nach dem Abgang vieler Leistungsträger am Ende der Saison ab. Koutroubis gehörte in dieser Saison zu den Stammspielern und absolvierte 29 Spiele. Nachdem AEK die ihm gegenüber offenen Gehaltsforderungen nicht begleichen konnte, gewann Koutroubis seine Freiheit in Form einer Vertragsauflösung und wechselte 2013 ablösefrei zu Panathinaikos Athen.

### Nationalmannschaft
Koutroubis war zwischen 2009 und 2010 für die griechische U-19-Nationalmannschaft aktiv und bestritt in diesem Zeitraum drei Länderspiele.

## Erfolge
- Griechischer Pokalsieger: 2014
- Ungarischer Pokalsieger: 2021